# 샤를장 드 라 발레푸생
샤를장 에티엔 귀스타브 니콜라 드 라 발레푸생(프랑스어: Charles-Jean Étienne Gustave Nicolas de la Vallée-Poussin, 1866–1962)은 벨기에의 수학자이다. 수론의 핵심 정리인 소수 정리를 자크 아다마르와 거의 동시에 증명하였다.

## 생애
벨기에 뢰번에서 태어났다. 드 라 발레푸생 가문은 노르망디 출신의 귀족 가문이었고, 아버지 사를루이조제프그자비에 드 라 발레푸생(프랑스어: Charles-Louis-Joseph-Xavier de la Vallée-Poussin, 1827–1903)은 루뱅 가톨릭 대학교의 지질학 교수였다.
루뱅 가톨릭 대학교에서 공학을 공부하여 학사 학위를 수여받았다. 이후 수학으로 관심을 돌려, 1891년에 25세의 나이에 루뱅 가톨릭 대학교 해석학 조교수가 되었고, 1892년에 정교수가 되었다.
1898년에 벨기에 왕립 과학 아카데미의 준회원이 되었고, 1908년에 정회원이 되었다.
1914년에 제1차 세계 대전 동안 독일군은 벨기에를 침략하였다. 1914년 8월에 드 라 발레푸생은 미국으로 피난하였고, 하버드 대학교에서 강의하였다. 1918년에 드 라 발레푸생은 프랑스 파리로 가, 파리 대학교 및 콜레주 드 프랑스의 교수가 되었다.
전후 드 라 발레푸생은 고국 벨기에로 귀향하였다. 1916년에 퐁슬레 상(프랑스어: Prix Poncelet)을 수상하였고, 1928년에 벨기에의 왕 알베르 1세로부터 남작(프랑스어: baron 바롱[*]) 작위를 수여받았다.
1961년에 어깨를 골절당하였다. 상처가 번져, 몇 달 뒤 1962년 3월 2일 브뤼셀에서 사망하였다.